# Heinrich Lampen
Heinrich Lampen (* 25. Juni 1914 in Freckenhorst; † 22. April 1979) war ein deutscher Mediziner.

## Leben
Heinrich Lampen, ältester Sohn des Molkereibesitzers Leopold Lampen aus Freckenhorst, studiert nach seinem Abitur am Gymnasium Laurentianum in Warendorf Medizin in Münster, Freiburg im Breisgau, Frankfurt am Main und München. 1941 wurde er in Frankfurt mit der Arbeit Gleichseitiges Auftreten von Körperschäden und Spättuberkulose  zum Dr. med. promoviert. Er war 1943 bis 1947 Assistenzarzt am Franziskus Hospital Bielefeld. Nach seiner Facharztausbildung in Innerer Medizin habilitierte er sich als Oberarzt 1949/50 am Universitätsklinikum Frankfurt am Main.
Am 1. Oktober 1952 wurde er zum Chefarzt des Franziskus Hospital Bielefeld ernannt. 1955 wurde er ärztlicher Direktor des Hospitals. 1956 erfolgte die Ernennung zum außerplanmäßigen Professor für Herz- und Kreislauferkrankungen an der Johann Wolfgang Goethe-Universität Frankfurt am Main. Lampen hat über 90 wissenschaftliche Arbeiten verfasst.
1967 wurde Heinrich Lampen von Kardinal-Großmeister Eugène Kardinal Tisserant zum Ritter des Ritterordens vom Heiligen Grab zu Jerusalem ernannt und am 29. April 1967 in Münster durch Lorenz Kardinal Jaeger, Großprior der deutschen Statthalterei, investiert.
Er war seit 1950 mit der Ärztin Marianne Lampen geb. Nover verheiratet. Aus der Ehe stammen drei Kinder.